# 하포엘 베르셰바 FC

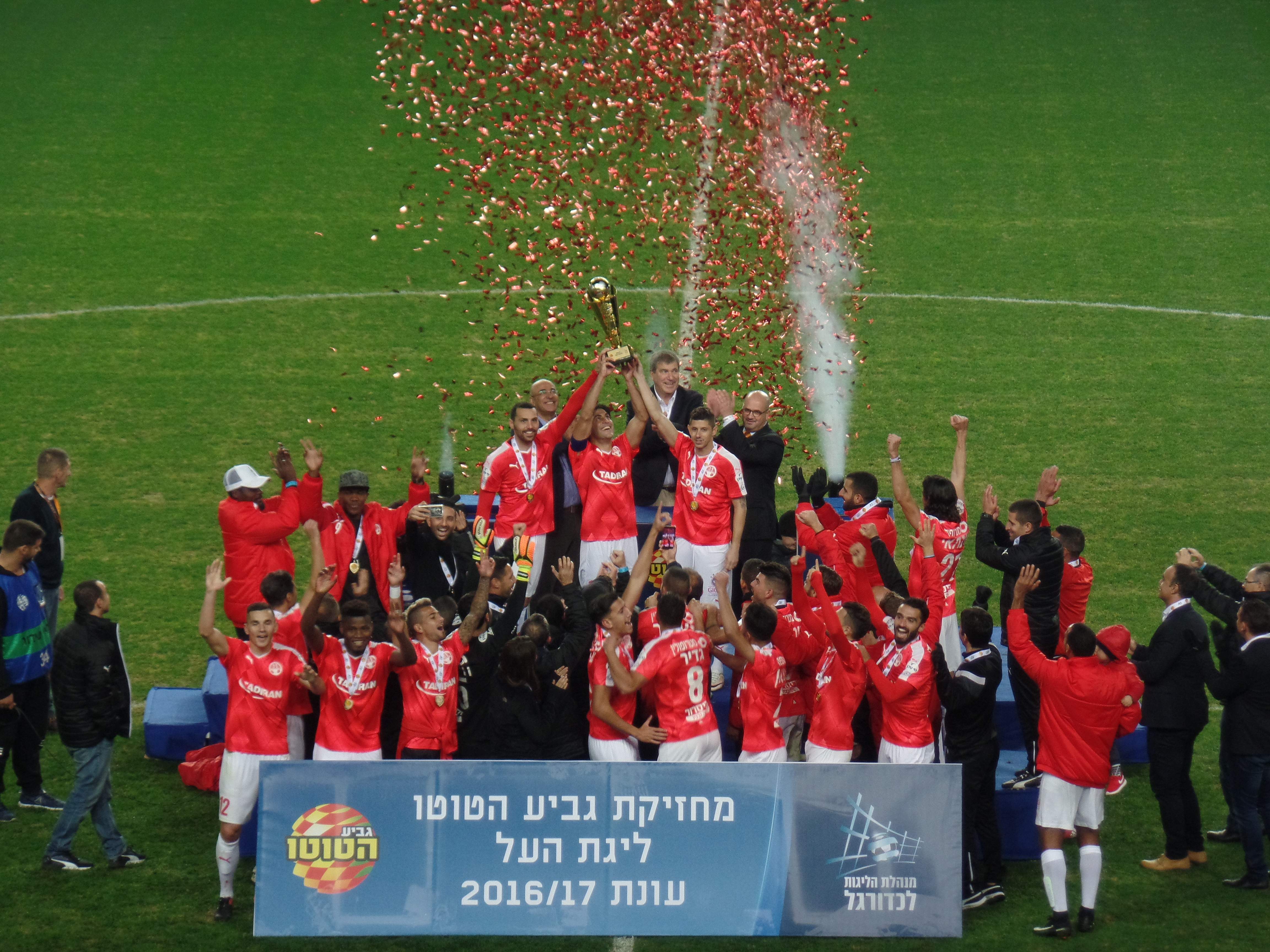

하포엘 베르셰바 FC(히브리어: מועדון הכדורגל הפועל באר שבע, Hapoel Be'er Sheva FC)는 베르셰바를 연고지로 하는 이스라엘의 축구 구단이다. 현재 리갓 하알에 소속되어 있다.

## 선수 명단

### 현역
참고: FIFA 자격 규정에 따라 소속된 국가대표팀 국기를 표시합니다. 선수는 복수의 FIFA 비회원국 국적을 가지고 있을 수 있습니다.
| 번호 | 포지션 | 국적     | 이름          |
| ---- | ------ | -------- | ------------- |
| 4    | DF     | 이스라엘 | 미겔 비토르   |
| 22   | DF     | 포르투갈 | 엘데르 로페스 |

| 번호 | 포지션 | 국적 | 이름 |
| ---- | ------ | ---- | ---- |